# Ion Popescu-Băjenaru
Ion Popescu-Băjenaru (câteodată scris și Bejenaru, 1882 — 1955) este un profesor și autor de manuale român, cunoscut îndeosebi pentru lucrarea „Cartea omului matur: pentru a învăța numai în 30 de lecțiuni: să scrie, să cetească și să socotească”, editată în cel puțin 11 ediții între 1914 și 1927. Cartea a fost considerată cea mai bună lucrare didactică tipărită între 1914 și 1919.

## Biografie
Ion Popescu-Băjenaru a fost institutor la Școala de adulți a Regimentului 6 „Mihai Viteazul”, apoi director al Școlii de băieți numărul 29 și de pe 1 septembrie 1919, director al Școlii de băieți nr. 17 „Principele Mihai” din Capitală.
Pe lângă „Cartea omului matur”, a mai scris și alte cărți, precum „Biblia povestita celor tineri”, premiată de Cassa Școalelor în 1923, precum și de Academia Română, , care a fost reeditată ultima oară în anul 2006.
A avut un fiu, Grigore Băjenaru, profesor la rândul său, autorul romanului Cișmigiu & Co.

## Scrieri
- Cartea omului matur pentru folosul școalelor de adulți, școalelor industriale și al școalelor complementare, Editura Cartea Românească, București, 1919
- Povestea neamului românesc și Cartea marilor români, 199 p. , Editura Cartea Românească, București, 1925
- Biblia povestită celor tineri / Adaptare după I. Popescu-Băjenaru de Dumitru Pintea, 192 p. + ilustrații de Stela Lie, Editura Compania, București, 2001, ISBN: 973-8119-16-2 ; ISBN:978-973-7841-24-7